# 北浦湖畔站

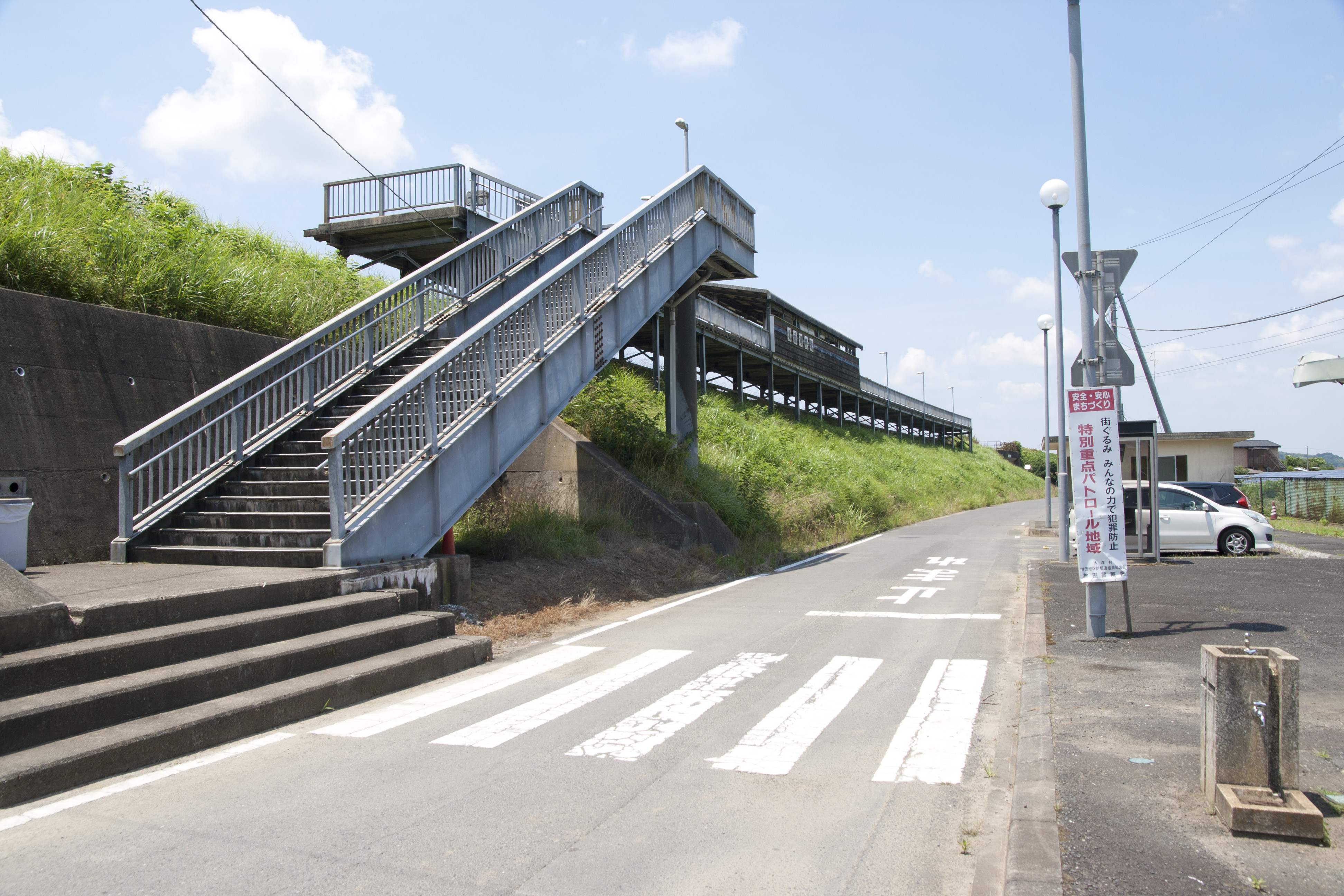
車站入口（2017年7月）

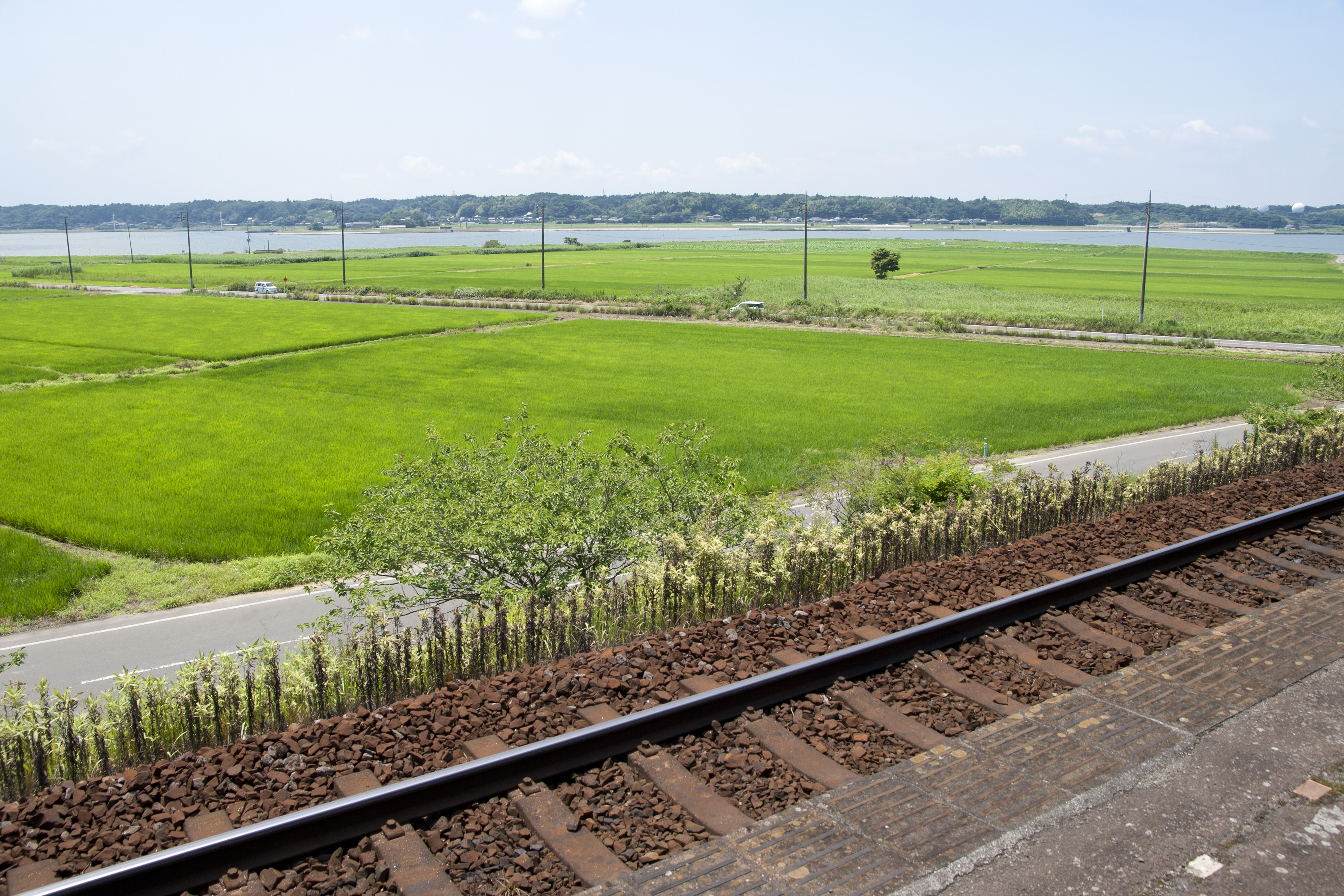
從月台望向北浦（2017年7月）

北浦湖畔站（日语：／ Kitaurakohan eki */?）是位於茨城縣鉾田市梶山1423番3號，屬於鹿島臨海鐵道的大洗鹿島線車站。此站位於鉾田市（舊大洋村）北部位置，並鄰近北浦。從位於高地處的月台可望向北浦。

## 歷史
- 1985年（昭和60年）3月14日 - 大洗鹿島線開通，此站啟用。

## 車站構造
此站是高架車站和無人車站，設有1面1線的單式月台。月台建設在路堤上，車站出入口與月台之間設有樓梯。月台上設有簡單候車室，月台樓梯旁則設有停車場、單車停泊處、電話亭和廁所。

## 在此站的運行形態
- 上行（新鉾田、大洗、水戶方向）
  - 日間設有大約每小時1班普通列車（前往水戶）停靠[2]。
- 下行（鹿島大野、鹿島神宮方向）
  - 日間設有大約每小時1班普通列車（前往鹿島神宮）停靠[2]。

## 使用狀況
| 1日上下車人次變化 | 1日上下車人次變化 |
| 年度              | 1日平均人次       |
| ----------------- | ----------------- |
| 2011年            | 17                |
| 2012年            | 30                |
| 2013年            | 29                |
| 2014年            | 36                |
| 2015年            | 42                |

## 車站周邊
- 北浦
- 鉾田市立上島西小學
- 內閣衛星情報中心北浦副中心 - 在北浦對面岸的行方市中設有情報收集衛星（日语：情報収集衛星）地上局。從車站和車窗中可看見2座衛星天線。
- 茨城縣道242號鉾田鹿嶋線（日语：茨城県道242号鉾田鹿嶋線）
- 茨城縣道18號茨城鹿島線（日语：茨城県道18号茨城鹿島線）
- 鉾田警署（日语：鉾田警察署）梶山駐在所

## 相鄰車站
鹿島臨海鐵道
■大洗鹿島線
新鉾田－北浦湖畔－大洋

## 注腳
1. ↑  北浦湖畔駅 鹿島臨海鉄道公式ホームページ （页面存档备份，存于）（日語）
2. 1 2  北浦湖畔駅時刻表.駅探（日語）
3. ↑  国土数値情報(駅別乗降客数データ)  （页面存档备份，存于）（日語） - 國土交通省，2019年7月3日參閲

## 外部連結
- 北浦湖畔 | 鹿島臨海鐵道株式會社 （页面存档备份，存于）（日語）